# Johann Conrad Seekatz
Johann Conrad Seekatz (ur. 4 września 1719 w Grünstadt, zm. 25 sierpnia 1768 w Darmstadt) – niemiecki artysta malarz okresu rokoko.

## Życiorys
Był synem Johanna Martina Seekatza z Westerburga, malarza tworzącego pod koniec życia w Wormacji, i Juliany Magdaleny Kuhlmann. W 1753 roku Johann Conrad został malarzem nadwornym w Darmstadt u landgrafa heskiego Ludwika VIII. Przebywał też we Frankfurcie, gdzie sportretował rodzinę Johanna Caspara Goethego, ojca Johanna Wolfganga. Obrazy te eksponowane są we Frankfurter Goethe-Haus. Seekatz malował sceny religijne, mitologiczne i historyczne, sceny rodzajowe ze świata mieszczańskiego oraz pejzaże. Jego obrazy stanowią nieocenionej wartości źródła historyczne. Malując tematy religijne i mitologiczne, wzorował się na mistrzach niderlandzkich. Za najlepsze dzieła Konrada Seekatza uważane są Ucieczka do Egiptu (1755) i Walka Jakuba z aniołem (1766).
W 2014 roku dzieło J.K. Seekatza Św. Filip chrzczący sługę królowej Kandaki, zrabowane z Polski przez okupantów niemieckich w czasie II wojny światowej, odnalezione w Stanach Zjednoczonych Ameryki, zostało zwrócone Polsce.